# Vaz (musikgrupp)
VAZ är en svensk musikproducent- och artistduo från Lilla Edet, bestående av systrarna Jenny Vaz, född 29 oktober 1983, och Cecilia Vaz, född 22 september 1986.

## Biografi
Systrarna började spela gitarr vid 8 års ålder i Lilla Edets lokala musikskola och har sedan dess varit aktiva inom musik och kultur i regionen. 2009 gick de en musikproducentutbildning på Dalslands Folkhögskola. De har båda studerat Musikvetenskap samt experimentell musik och ljudkonst vid Stockholms Universitet.

## Karriär
Gruppen debuterade 2012 med singeln "Miss frost" som gick upp på Itunes Top 10 och låten blev senare framröstad till årets sommarhit av PSL. De har sedan dess släppt flera singlar under namnet Vaz, och 2017 släppte de sitt tvådelade debutalbum Necessary Pt. I och Necessary Pt. II som de nominerades till två stycken Grammisar i kategorierna ”Årets Producent” och ”Årets Alternativa Pop”. Vaz nominerades i tre kategorier till Gaffa-priset 2018 ”Årets grupp”, ”Årets pop/rock” och ”Årets genombrott” för samma skivor.
Cecilia och Jenny har arbetat med en rad svenska artister, som låtskrivare, producenter och sångerskor. De har hörts på skivor med bland andra Titiyo, Agnes Carlsson, Sakarias, Johnossi, Ison & Fille och Jonathan Johansson. 2017 producerade VAZ bland andra Gnuččis singel "It’s OK", Beatrice Elis "Careful" och FELINs singel "Bored". VAZ var år 2014 förband till amerikanska artisten Angel Haze, duon spelade förband till Jonathan Johansson turné Love & Devotion 2016 samt till gruppen Little Dragon 2017. 2015 skrev och framförde VAZ den officiella låten "Walk For Me" till H&M & Balmains globala klädkampanj.
Jenny och Cecilia grundade år 2015 projektet Studio XX och XX Songwriting Camps med stöd av Musikverket och Konstnärsnämnden. Studio XX är ett nätverk med 40 kvinnliga kreatörer med syfte att bryta normer och utmana ”den mansnorm som dominerar musikbranschen”. År 2016 grundade VAZ det egna skivbolaget Kinship Music. 2018 var VAZ musikgäster i SVTs program På Spåret. Säsongen 2019/2020 var VAZ husband i tre avsnitt av På Spåret.
VAZ har myntat begreppet Afro-Nordisk Futurism för att beskriva gruppens tvärkonstnärliga verk ZIRKONEN med urpremiär 16 mars 2023. Föreställningen har beskrivits som "en mäktig upplevelse, ett hårt drivet koncept av musik, koreografi och ljussättning som andas och pulserar så att hela salongen vibrerar".

## Diskografi

### Album
- 2013 – RMXS (Distribuerad av Sweden Music)
- 2015 – Sunshine(Remixes) (Kinship Music)
- 2017 – Necessary Pt. I (Kinship Music)
- 2017 – Necessary pt. II (Kinship Music)

### Singlar
- 2012 – Miss Frost (Distr. Sweden Music)
- 2012 – Damena (GNUCCI feat VAZ)
- 2012 – Lava Cabeza (GNUCCI, Mash up International, Timbuktu)
- 2013 – Let it Rest (Distr. Sweden Music)
- 2015 – Svart Diamant (Rosh feat VAZ)
- 2015 – Walk For Me (Kinship Music/ Ferdinand)
- 2015 – Sunshine (Kinship Music)
- 2016 – Sommarkläder, Akustisk Ver. (Jonathan Johansson feat VAZ)
- 2017 – Who You (Kinship Music)
- 2017 – Luxury Problems (Kinship Music)
- 2017 – Solitary Ghost (Kinship Music)
- 2017 – Winterman (Kinship Music)
- 2024 – Slowmotion (Kinship Music)
- 2024 – Utopia (Kinship Music)
- 2025 – Contact (Kinship Music)
- 2025 – Atlanten (Kinship Music)
- 2025 – Färgerna (Kinship Music)

## Utmärkelser
- 2014 – Västra Götalands Kulturnämnd: Kulturstipendium
- 2017 – Stim: Stimstipendium[19]
- 2017 – Grammis: Nominerad till Årets Alternativa Pop och Årets Producent (Jenny Vaz, Cecilia Vaz)[3]
- 2017 – Gaffa-priset: Nominerad till Årets Grupp, Årets Pop/Rock och Årets Genombrott[4].